# Ladybower Reservoir
Das Ladybower Reservoir ist ein Stausee im Tal des Derwent in Derbyshire, England. Der Stausee ist nach dem Howden Reservoir und dem Derwent Reservoir der dritte und letzte Stausee, durch den der Derwent fließt. Der Stausee hat die Form des Buchstaben „Y“ und war zur Zeit seines Baus der größte Stausee in Großbritannien.

## Geschichte
Das Ladybower Reservoir wurde zwischen 1935 und 1943 gebaut, um den wachsenden Trinkwasserbedarf zu sichern, den die ersten beiden Stauseen nicht mehr decken konnten. 
Mit dem Füllen des Stausees, das fast 2 Jahre dauerte, versanken die Dörfer Derwent und Ashopton im Wasser. Das Dorf Ashopton lag ungefähr da, wo das Snake Tal mit der Straße vom Snake Pass auch heute noch auf das Tal des Derwent trifft. Die Reste des Ortes liegen so tief, dass sie selbst bei Niedrigwasser nicht mehr zu erkennen sind. Im Gegensatz dazu stehen die Überreste des Dorfes Derwent. Eine schmale steinerne Brücke (eine sogenannte Packhorse Bridge), die früher über den Fluss Derwent im gleichnamigen Ort führte, wurde abgetragen und am Kopf des Howden Reservoirs als Teil des Weges um den Stausee wiederaufgebaut. Sie ist der einzige ständig noch sichtbare Rest des Ortes, der bei extremen Niedrigwasser in der Talsperre in Umrissen noch zu sehen ist. Das Derwent Dam Museum am Derwent Damm erinnert heute an die versunkenen Dörfer.
Der Kriegsausbruch 1939 behinderte die Bauarbeiten, da Arbeitskräfte und Baumaterial knapp wurden, der Bau wurde jedoch als kriegswichtig eingestuft und mit vermindertem Tempo fortgesetzt.
Der Stausee wurde am 25. September 1945 von König George VI., der von der späteren Königin Elisabeth II. begleitet wurde, eingeweiht.

## Das Bauwerk
Der Damm des Ladybower Reservoir besteht anders als die anderen beiden Staumauern im Derwent Tal aus einem mit Ton gefüllten und mit Erde verkleideten Wall, der an der Stauseeseite mit einer aus Steinen gemauerten Mauer gesichert ist. Um zu verhindern, dass Wasser aus dem See austritt, gibt es am Fuß der Talseite des Damms einen Graben, der 150 m breit bis in die Berghänge an beiden Seiten reicht und bei einer Tiefe von 55 m und einer Breite von 1,8 m mit Beton verkleidet ist. Der ursprüngliche Damm wurde in den 1990er Jahren erhöht, um ein Überlaufen bei extremen Hochwasserlagen zu verhindern.
Das besondere am Ladybower Reservoir sind seine beiden 24 m breiten Überfalltrichter in der Nähe der Staumauer, die unter normalen Umständen das Hochwasser über 4,6 m breite Ausflüsse ableiten.

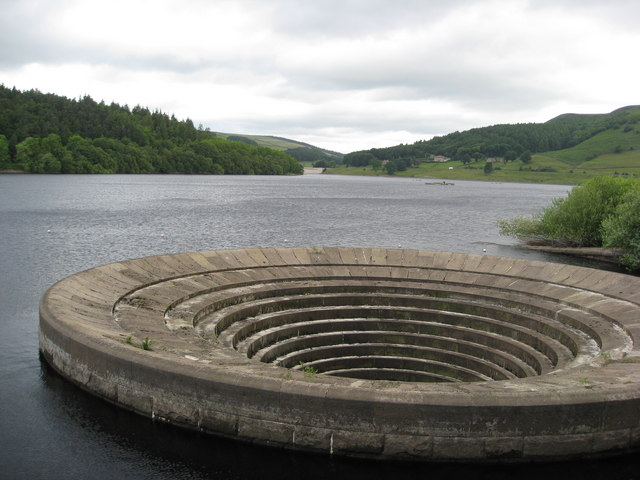
Überfalltrichter am Ladybower Reservoir im Normalzustand …
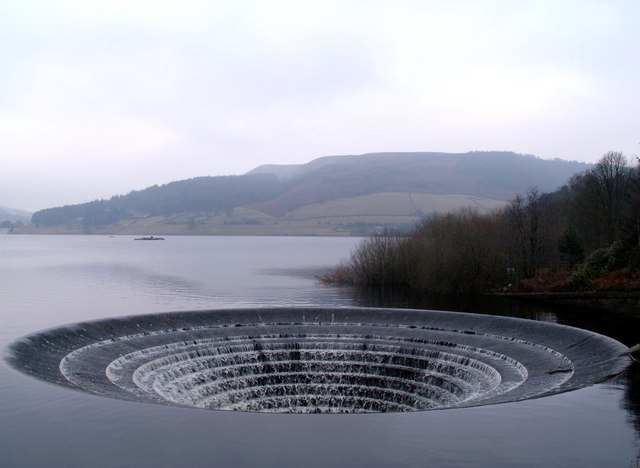
… und bei Überlauf

Der aus Stahlbeton gebaute Ashopton Viaduct führt die A57 von Glossop nach Sheffield ungefähr an der Stelle des Dorfes Ashopton über den Stausee, und der ebenfalls aus Stahlbeton gebaute Ladybower Viaduct führt die A6013 vom Südende des Stausees an die A57.
Das Ladybower Reservoir wird von Severn Trent Water verwaltet und sein Wasser über den Derwent Valley Aqueduct zur Nutzung als Trinkwasser abgeleitet.